# Ante Kotromanović
Ante Kotromanović, né le 8 mai 1968 à Potravlje, est un homme politique croate membre du Parti social-démocrate de Croatie (SDP). Il est ministre de la Défense depuis le 23 décembre 2011.

## Biographie

### Vie professionnelle
Ancien officier, des forces spéciales puis des forces armées, il a ensuite été journaliste et homme d'affaires.

### Engagement politique
Il s'inscrit au SDP en 2007 et se fait élire cette même année député à la Diète. Il prend alors la présidence de la commission parlementaire des Anciens combattants. Le 23 décembre 2011 il est nommé ministre de la Défense.